# Point d'accumulation (mathématiques)
Pour l’article homonyme, voir Point d'accumulation (physique).
En mathématiques, un point d'accumulation d'une partie A d'un espace topologique E est un point x de E qui peut être « approché » par des points de A au sens où chaque voisinage de x – pour la topologie de E – contient un point de A distinct de x. Un tel point x n'est pas nécessairement un point de A. Ce concept généralise la notion de limite, et permet de définir des notions comme les espaces fermés et l'adhérence. De fait, pour qu'un espace soit fermé, il faut et il suffit qu'il contienne tous ses points d'accumulation.

## Définition
Dans un espace topologique, un point d'accumulation d'une partie A est un point x qui appartient à l'adhérence de A \ {x}, c'est-à-dire tel que tout ouvert contenant x contient au moins un autre point de A. Par exemple, pour la topologie usuelle, le point "0" n'appartient pas à l'adhérence de [1;2]\{0}.
Si l'espace est T1 et a fortiori s'il est séparé (T2), alors tout voisinage d'un point d'accumulation contient une infinité d'éléments de A.
L'ensemble des points d'accumulation d'une partie s'appelle son ensemble dérivé.

## Note
1. ↑  Pour un espace non T1, la terminologie est fluctuante : certains auteurs appellent « point limite » ce qui est appelé ici « point d'accumulation » et réservent l'expression « point d'accumulation » pour la propriété en général plus forte signalée ici. C'est cette autre terminologie qui est adoptée dans l'article Point adhérent.